# Рівнопілля (зупинний пункт)
Рівнопілля (біл. Раўнаполле) — зупинний пункт Мінського відділення Білоруської залізниці в Пуховицькому районі Мінської області. Розташований у селі Рівнопілля; на лінії Осиповичі I — Мінськ-Пасажирський, поміж станцією Руденськ і зупинним пунктом Рибці.